# Geraldo Cristal
Geraldo Cristal (Cachoeira, 1967) é um cantor, compositor e músico brasileiro, um dos expoentes do reggae da Bahia.

## Biografia
Cristal, "que é Ogan e diz ter nascido em um terreiro de Candomblé de Cachoeira", na cidade natal era quem, indo até Salvador, levava as novidades musicais aos conterrâneos. começou sua carreira como reggaeman em 1984, com a banda Agulhas Negras.
Seu primeiro disco, contudo, saiu somente em 2003 com o álbum Reggaessência que foi finalista no Troféu Caymmi daquele ano na categoria. Esse disco, segundo Fábio Mandingo, surgiu no momento "em que a música de Cristal já estava consolidada como referência na cultura popular da cidade principalmente pela potência das apresentações ao vivo", sendo por ele considerado um dos discos essenciais para compreender o reggae na Bahia, um segmento musical que teve sua história à margem musical da cidade de Salvador. Nos instrumentais o próprio Cristal participou na bateria, junto a Valdir Teles, e Milan Gordilho e Alex Pantera, grandes nomes do ritmo no estado, nas guitarras.
Quando era adolescente teve influência da música negra estadunidense, como declarou: "Eu ouvia principalmente soul, ouvia funk, James Brown. Toda essa história do poder negro foi imensamente popular aqui em Salvador, cabelo black power, moda black power, danças diversas inspiradas no funk, o break dance começou a surgir". Sua concepção artística procura unir os negros com sua raiz africana, continente de onde foram tirados sofrendo brutalidades por parte das potências colonizadoras europeias.  
Seu EP "Elo" teve a participação do grupo EchoCultura com a música Lock Down Blackout.